# Зоряний (телеканал)
«Зоряний» — закритий український інформаційно-просвітницький телеканал.

## Історія
6 березня 2019 року телеканал «Зоряний» був проліцензований Національною радою України з питань телебачення і радіомовлення.
3 лютого 2020 року телеканал розпочав супутникове мовлення із супутника Astra 4A.
29 травня 2022 року телеканал припинив мовлення.

## Наповнення телеетеру
- У світлі новин
- Світлячок
- Світлі
- Навколо світу Україна
- Живі речі
- Український козир
- Біля дошки

## Перебої з мовленням
У телеканалу «Зоряний» часто траплялися перебої у мовленні:
- З 1 до 4 листопада 2020 року, через технічні несправності, мовлення каналу було припинене.
- З 3 грудня 2020 до 12 березня 2021 року також було відсутнє мовлення.
- Телеканал вчергове не мовив на супутнику з 30 березня до 12 квітня 2021 року.

## Власники
Власником компанії є Андрій Вовк ― українець, родом з Кам'янця-Подільського. Вовк зараз живе та працює в Польщі, де займається медичним, лікувальним та оздоровчим бізнесом.

### Зв'язок з РПЦ в Україні
Власники каналу «Зоряний» пов'язані з РПЦ в Україні ― на телеканалі постійно з'являються телесюжети про РПЦ в Україні.
15 грудня 2020 на каналі вийшов контроверсійний документальний фільм-розслідування «Вірні: гімн любові» про те, як храми та вірян РПЦ в Україні, нібито, силоміць переводили в ПЦУ у кількох громадах Тернопільщини у 2014 та 2017 році.